# Baziège
Baziège (em occitano:  Basièja) é uma comuna francesa na região administrativa da Occitânia, no departamento do Alto Garona. Estende-se por uma área de 19.72 km², com 3.383 habitantes, segundo o censo de 2018, com uma densidade de 170 hab/km².